# 39 d'Àries
39 d'Àries (39 Arietis) és una estrella de la constel·lació d'Àries. Té una magnitud aparent de +4,52.